# Biritecas
Biritecas era el nombre que daban los indígenas huetares a las mujeres guerreras que existían en el reino de Coto. Según relató el alcalde mayor Juan Vázquez de Coronado en 1563, los guerreros de Coto empleaban como armas unas lanzas de veinte palmos y más, varas, estolicas y rodelas de cuero de danta, y sus mujeres les ayudaban en la guerra dándoles varas y lanzas y tirando piedras "por cuyo respeto las llaman los Güetares y otras naciones biritecas, que es lo propio que amazonas". 
Los indígenas de Coto tuvieron cautiva en 1563 a una princesa de Quepo llamada Dulcehe, hermana del rey Corrohore, que fue liberada gracias a la ayuda prestada a este por Vázquez de Coronado. Inexplicablemente, en algunas publicaciones del siglo XX se dijo que Dulcehe era «sobrenombrada la Biriteca», cuando en realidad había sido prisionera en el pueblo donde habitaban las biritecas. Durante un tiempo los españoles, a quienes sin duda llamó poderosamente la atención la existencia de esas mujeres combatientes, apodaron «palenque de las Biritecas» a las poblaciones fortificadas de los indígenas de Coto. 